# إليزابيث تومسون (لاعبة هوكي الحقل)
إليزابيث تومسون (بالإنجليزية: Elizabeth Thompson)‏ هي لاعب هوكي الحقل نيوزيلندية، ولدت في 8 ديسمبر 1994 في ثمز ‏ في نيوزيلندا.

## وصلات خارجية
- إليزابيث تومسون على موقع أوليمبيديا (الإنجليزية)
- إليزابيث تومسون على موقع اللجنة الأولمبية النيوزيلندية (الإنجليزية)